# Тамм (город в Германии)
Тамм (нем. Tamm, алем. нем. Damm) — город (с 1 марта 2022) в Германии, в земле Баден-Вюртемберг.
Подчиняется административному округу Штутгарт. Входит в состав района Людвигсбург. Население составляет 12 286 человек (на 31 декабря 2010 года). Занимает площадь 8,78 км².